# Jean-Marc Vallée
Pour les articles homonymes, voir Vallée (homonymie).
Jean-Marc Vallée, né le 9 mars 1963 à Montréal (Québec) et mort le 25 décembre 2021 à Berthier-sur-Mer (Québec), est un réalisateur, scénariste et monteur québécois.

## Biographie

### Jeunesse
Jean-Marc Vallée naît dans le quartier Rosemont à Montréal, où il grandit avec ses deux frères Stéphane Tousignant et Gérald Vallée, ainsi que sa sœur Marie-Josée Vallée. Leur père était discothécaire à la radio de CKAC tandis que sa mère reste à la maison pour s’occuper de la famille. Il termine ses études secondaires au Collège Jean-Eudes en 1979, et poursuit ensuite ses études en cinéma au Collège Ahuntsic puis à l'Université de Montréal.

### Les débuts: vidéoclips et courts-métrages
Parmi les premières œuvres les plus connues de Vallée figurent cinq vidéoclips écrits et réalisés en août 1985. Ces vidéoclips faisaient partie d'un projet des Productions Perfo 30 visant à produire 30 vidéoclips en 30 jours pour un budget total ne dépassant pas 50 000 dollars canadiens. Les Productions Perfo 30 sont fondées plus tôt cette année-là, en mai 1985, par André Fortin, Martin-Éric Ouellette et Martin Saint-Pierre, qui ont produit ensemble un total de 32 vidéoclips, tous réalisés au cours du mois d'août 1985, alors que le montage s'étend jusqu'à octobre. Vallée réalise les clips suivants: My Chick Is In My Bed de Wild Touch, Odeline de Glockenspiel, Don't Talk To Strangers de Park Avenue, Angel's Angel's Evolution et The Splice Of Life de New News. D'abord présentés devant la presse locale au Spectrum de Montréal le 1er novembre 1985, puis au grand public le 9 novembre 1985, ils sont ensuite diffusés à la télévision canadienne sur Much Music.
Dans les années 1990, Jean-Marc réalise un nombre important de courts-métrages, qui suscitent l'intérêt du public et de la critique. En 1992, il sort Stéréotypes, une comédie fantastique inspirée des films classiques américains, et reçoit de nombreux prix lors de plusieurs événements, dont celui du Meilleur espoir en réalisation aux Rendez-vous du cinéma québécois en 1993.
Vallée adopte ensuite un ton plus personnel dans Les Fleurs magiques en 1995, qui met en vedette le jeune Marc-André Grondin qui incarne DJ, un jeune garçon qui doit composer avec les problèmes d'alcool de son père. Le film repart avec la statuette du meilleur court-métrage au prix Génie en 1996. Il s'ensuit ensuite Les mots magiques en 1998, qui nous plonge dans l'histoire d'un trentenaire (Richard Robitaille) qui décide de confronter son père alcoolique (Robert Gravel). Le film remportera le titre du meilleur court-métrage à la première cérémonie des prix Jutra en 1999. Vallée prévoit d'en faire une trilogie avec Les Temps magiques, mais le troisième opus ne verra jamais le jour.

### 1995-2005: La reconnaissance

#### Liste noire(1995)
Il réalise et assure le montage de son premier long-métrage Liste noire en 1995, thriller à la sauce Hollywood qui met en vedette Michel Côté dans le rôle d'un juge, qui se verra remettre une liste de noms de magistrats qui ont retenu les services d'une prostituée incarnée par Geneviève Brouillette. Cette année-là, le film devient le plus rentable de l'histoire au Québec avec plus de 200 000 entrées en salle et récolte à lui seul neuf nominations aux prix Génie, dont celles du meilleur film et de la meilleure réalisation. Distribué dans plusieurs pays sous le nom de Black List, dont la France, le film attire l'attention de Hollywood, au point de mener le cinéaste aux États-Unis pendant une dizaine d'années.

#### Carrière canadienne et américaine
Dans la foulée du succès de Liste noire, Vallée s'installe à Los Angeles où il réalise Los Locos (1997), un western écrit par et avec Mario Van Peebles, et Loser Love (1999). Après ces deux productions à petit budget, il réalise deux épisodes de la série télévisée anglo-canadienne The Secret Adventures of Jules Verne (2000), mettant en vedette Michel Courtemanche dans le rôle de Passepartout.

#### C.R.A.Z.Y.(2005)
À partir de 1995, Jean-Marc s'attaque au projet cinématographique C.R.A.Z.Y. qui raconte l'histoire d'une famille québécoise des années 1970 et de ses cinq enfants. Voulant d'abord tourner le film aux États-Unis, son ami et collaborateur Michel Côté le convainc de le produire au Québec. Le film nous plonge dans la relation d'un père (Côté) avec son fils Zachary Beaulieu (Marc-André Grondin), qui se découvre homosexuel. L’histoire est inspirée de celle de François Boulay, coscénariste du film, et Vallée met cinq années à écrire le scénario, dont une à temps plein. Il confie à son plus jeune fils Émile Vallée le rôle de Zachary enfant. Le film est présenté en première mondial au Festival international du film de Toronto et se voit récompensé dans la catégorie Meilleur long-métrage canadien. À sa sortie en 2005, le film connaît un succès en salle au Québec et gagne plusieurs prix dont dix prix Génie et quatorze prix Jutra. Sur un budget total de 6,5 millions de dollars, 600 000 $ sont consacrés à la libération des droits musicaux. Vallée choisit de couper une partie de son propre salaire pour gonfler le budget associé à la trame sonore. C.R.A.Z.Y. est le film québécois qui compte le plus d'entrées en salle au Québec pendant l'année 2005 et récolte 6 millions de dollars au box-office. On estime qu'un peu plus d'un Québécois sur huit l'a vu en salle. Cette année-là, le film est envoyé aux Oscars pour représenter le Canada dans la catégorie Meilleur film en langue étrangère, et ne sera finalement pas retenu dans la sélection finale.

### 2009-2015: Le succès international

#### The Young Victoria(2009)
À la suite de son succès, Graham King et Martin Scorsese le repèrent et lui confient le script d'un projet développé par la société de production de Scorsese, une réinterprétation romancée des années de jeune femme de la reine Victoria du Royaume-Uni et de sa relation avec le prince Albert de Saxe-Cobourg-Gotha. Ce drame historique, intitulé Victoria : Les Jeunes Années d'une reine, avec Emily Blunt dans le rôle-titre, reçoit trois nominations aux Oscars du cinéma 2009, et remporte la statuette des meilleurs costumes.

#### Café de Flore(2011)

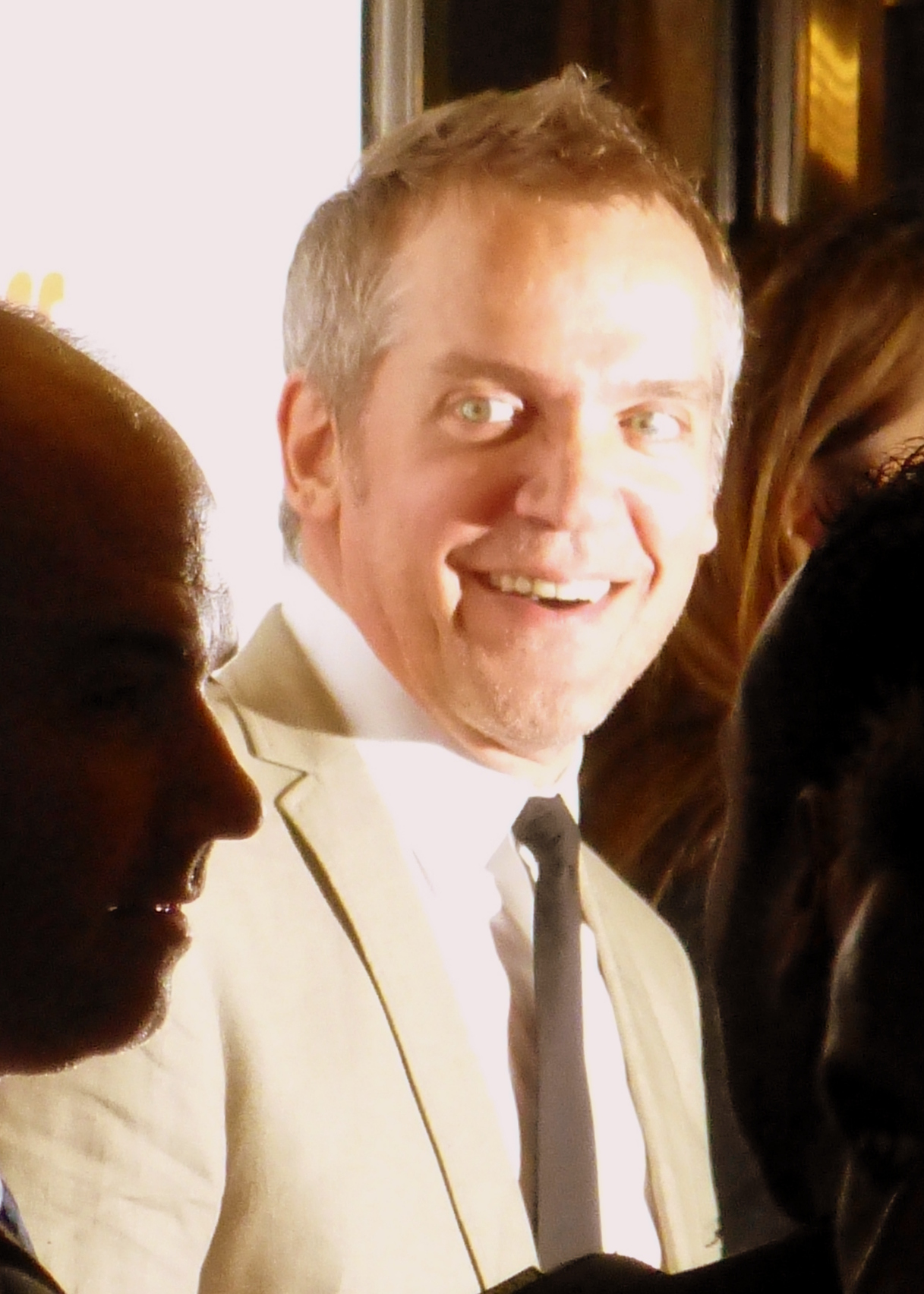
Le cinéaste à la première de Dallas Buyers Club, au TIFF 2013.

Vallée profite de cette reconnaissance internationale pour monter un projet plus personnel, qu'il écrit et réalise. Sorti en 2011, le drame Café de Flore met en vedette l'actrice française Vanessa Paradis, ainsi que les acteurs québécois Evelyne Brochu, Kevin Parent et Hélène Florent. L'histoire se déroule dans les années 1960 et 2010 et raconte les destins croisés de Jacqueline, la mère française d'un enfant trisomique qui refuse d'envoyer son fils en établissement spécialisé, et d'Antoine, un DJ montréalais, perdu dans un triangle amoureux. Cette coproduction franco-canadienne, à défaut de convaincre commercialement, est très bien reçue par la critique anglophone. Le film repartira avec treize nominations aux prix Génie, et Vanessa Paradis se verra récompenser comme Meilleure actrice aux prix Génie, prix Jutra et au Vancouver Film Critics Circle.

#### Dallas Buyers Club(2013)
En 2013, Jean-Marc Vallée nous dévoile Dallas Buyers Club, mettant en vedette Matthew McConaughey, Jared Leto et Jennifer Garner. Le film est basé sur l'histoire vraie de Ron Woodroof (McConaughey), un électricien texan diagnostiqué avec le VIH/sida au milieu des années 1980, à une époque où les traitements faisaient l'objet de peu de recherches, alors que la maladie était fortement stigmatisée. Condamné à 30 jours de vie restante, Woodroof fait entrer clandestinement au Texas des médicaments pharmaceutiques non approuvés pour traiter ses symptômes, et commence à les distribuer à d'autres personnes atteintes du sida en créant le "Dallas Buyers Club", qui révolutionnera les traitements de la maladie. Alors qu'il tourne en Louisiane avec un mince budget de 5 millions de dollars et une équipe réduite, Vallée s'allie avec le directeur de la photographie Yves Bélanger en prenant la décision de laisser tomber l'éclairage artificiel et d'expérimenter un éclairage venant uniquement d’éléments de décor naturel, en utilisant l’Alexa, une caméra numérique plus compacte et requérant moins de lumière. Le film est acclamé par la critique et reçoit six nominations aux Oscars 2014, dont celui du meilleur film. Les deux acteurs masculins remportent chacun une statuette pour Meilleur acteur principal et Meilleur acteur de soutien. Jean-Marc se voit nommé pour l'Oscar du Meilleur montage, sous le pseudonyme de John Mac McMurphy.

#### Wild(2014)
À la suite du succès de Dallas Buyers Club, Vallée officialise son contrat en août 2013 afin de réaliser le drame de survie Wild, l'adaptation cinématographique du récit du même nom de Cheryl Strayed écrit par Nick Hornby. Encore une fois, le réalisateur fait équipe avec le directeur photo Yves Bélanger et mise uniquement sur la lumière naturelle, en équipe réduite. Projeté en première mondiale le 29 août 2014 au Festival du film de Telluride, le film met  en vedette Reese Witherspoon dans le rôle de Cheryl Strayed, aux côtés de Laura Dern, Thomas Sadoski et Gaby Hoffmann. Strayed entame une randonnée en solitaire de 1 700 km sur le Pacific Crest Trail pour se remettre d'une tragédie personnelle. Le film reçoit deux nominations aux Oscars 2015, dans les catégories Meilleure actrice principale (Reese Witherspoon) et Meilleure actrice de soutien (Laura Dern).

#### Demolition(2015)
En mai 2013, Jean-Marc Vallée est approché pour réaliser et coproduire Demolition, un drame consacré à la crise identitaire d'un trentenaire veuf, avec Jake Gyllenhaal, Naomi Watts, Chris Cooper et Judah Lewis. Les tournages débutent dans la ville de New York en septembre 2014. Le film est finalement présenté en première mondiale au Festival international du film de Toronto 2015. Moins bien compris, Demolition divise la critique et échoue commercialement.
En mai 2015, Jean-Marc Vallée est salué par le Centre national des Arts, afin de souligner l’ensemble de son œuvre et sa contribution exceptionnelle aux arts du spectacle.

### 2017-2019: Les séries à HBO

#### Big Little Lies(2017-2019)
Vallée rebondit vers la télévision et signe les sept épisodes de la série évènement de la chaîne HBO, Big Little Lies. L'écriture est assurée par David Edward Kelley, et l'interprétation principale portée par une distribution quatre étoiles: Nicole Kidman, Reese Witherspoon, Shailene Woodley et Laura Dern. Le programme est lancé fin février 2017 et rencontre un immense succès populaire et critique, en récoltant plusieurs prix et nominations aux Golden Globes et aux Emmy Awards. Pressenti pour réaliser la deuxième saison, Jean-Marc Vallée décline, étant déjà sous contrat pour la minisérie Sharp Objects. Il œuvre toutefois à titre de producteur exécutif sous la bannière Crazyrose, en compagnie de son complice Nathan Rose. La production décide de confier la réalisation des sept épisodes à Andrea Arnold. Une fois les tournages terminés, HBO et le producteur David E. Kelley ne semblent pas satisfaits du montage chapeauté par Arnold et convainquent Vallée de revenir. La post-production de Big Little Lies est ensuite transférée de Londres à Montréal par HBO, laissant au réalisateur le soin de monter les images d’Arnold. La production en profite alors pour ajouter 17 jours de tournage supplémentaires, cette fois-ci réalisés par Vallée. À la suite de cette discorde, Arnold ne souhaite plus poursuivre son implication dans le projet. À la suite de l'enquête du média Indiewire parue en ligne le 12 juillet 2019, le réalisateur se retrouve en pleine controverse, alors qu'on accuse HBO et Vallée d'avoir écarté cavalièrement la réalisatrice Andrea Arnold. Dans une entrevue accordée à la journaliste Pénélope McQuade en septembre 2019, Vallée dément les hypothèses avancées par Indiewire, qui lui prête de mauvaises intentions. Les nouveaux épisodes deviennent disponibles sur HBO et HBO Canada en juillet 2019 et sont très bien accueillis par le public et la critique.

#### Sharp Objects(2018)
Il réitère l'expérience durant l'été 2016 en signant comme réalisateur et producteur exécutif aux côtés de Nathan Rose les huit épisodes de la série Sharp Objects pour HBO et HBO Max, et les tournages débutent en mars 2017. Basée le roman de Gillian Flynn, la minisérie est menée par Amy Adams et Patricia Clarkson. Projetée pour la première fois le 7 juin 2018 dans le cadre du ATX Television Festival, la série nous plonge dans le récit de Camille Preaker, une journaliste spécialisée dans les affaires criminelles récemment libérée d'un hôpital psychiatrique après des années d'automutilation, qui retourne dans sa ville natale de Wind Gap au Missouri, pour enquêter sur le meurtre d'une jeune fille et sur une disparition. La série est acclamée par la critique et obtient plusieurs nominations aux Golden Globes et aux Emmy Awards.

### Crazyrose
En 2018, le cinéaste fonde la société de production Crazyrose en compagnie de Nathan Rose, coproducteur délégué des films Wild et Dallas Buyers Club, ainsi que des séries Big Little Lies et Sharp Objects.
Vallée participe au montage de la plupart de ses projets, sous les pseudonymes Jai M. Vee, John Mac McMurphy, Jay M. Glen et Jim Vega.

### Projets en chantier
Dès 2014, Vallée planche sur un biopic de Janis Joplin Get It While You Can avec Amy Adams, aux côtés des producteurs Ron Terry et Nathan Ross. Des poursuites judiciaires minent le développement du film et il est forcé d'abandonner le projet en 2017.
À la suite d'une pause professionnelle de plusieurs mois en 2019, Jean-Marc Vallée débute le travail d'écriture de son prochain film, inspiré de l'histoire d'amour entre John Lennon et Yoko Ono, sur lequel il devait assurer la réalisation et le montage. Anthony McCarten (Bohemian Rhapsody) jette les bases du scénario, puis Jean-Marc est mandaté pour le retoucher et l’étoffer. Yoko Ono, qui a beaucoup aimé Café de Flore, lui donne sa bénédiction lors d'une courte rencontre chez elle dans son appartement du Dakota Building à New York. Ono est aussi impliquée dans la production, assurée par Universal Pictures.
Au moment de sa mort en décembre 2021, Vallée travaillait sur plusieurs projets télévisuels et cinématographiques: The Player’s Table (HBO Max), Lady in the Lake (Apple TV+), Gorilla and the Bird (HBO) et le long-métrage Girl Named Sue. Avec sa compagnie Crazyrose, il planchait aussi sur plusieurs documentaires musicaux, dont un sur Otis Redding.

### Univers musical
Véritable mélomane, la musique occupe une grande place au sein de son œuvre. Grâce à ses parents, amoureux de musique et surtout de pop, Jean-Marc Vallée est très vite plongé dans cet univers, alors que plusieurs albums traînent dans la bibliothèque familiale. Son père, que Vallée qualifie de sosie du jeune Leonard Cohen, travaillait comme discothécaire à la radio de CKAC dans les années 1960 et était chargé de la programmation musicale. Dans une entrevue accordée à Ariane Cipriani sur ICI Radio-Canada Première, Vallée confie que sa mère aurait d'ailleurs rencontré son père dans un magasin de disques, alors qu'elle lui aurait acheté l'album What a Diff'rence a Day Makes de Dinah Washington. Jeune adolescent, il se procure son premier album vinyle First Base (1972) de Babe Ruth. Vers douze ou treize ans, il s'ouvre à l'univers du rock 'n' roll avec des groupes mythiques tels que The Rolling Stones, Led Zeppelin et Pink Floyd. La pièce Wild Horses des Stones le touche particulièrement et il aura plus tard la chance de rencontrer à quelques reprises son idole Mick Jagger, alors qu'il est déjà un cinéaste de renom.
C'est à l'université qu'il découvre l'univers du jazz, avec des chanteuses telles que Dinah Washington, Billie Holiday, Ella Fitzgerald et Sarah Vaughan, qui chantaient à l'époque les standards de jazz de Cole Porter, Irving Berlin, des frères Gershwin et autres. La force et la puissance de la voix de Dinah Washington le touchent profondément, et la pièce So in Love figure parmi ses préférées, qu'il intègre plus tard dans Café de Flore. Fan de soul et de blues, Jean-Marc découvre également les albums de Otis Redding, Irma Thomas et Charles Bradley, qu'il inclut plus tard dans ses œuvres.
C'est avec le film C.R.A.Z.Y. en 2005 que Jean-Marc Vallée fera découvrir au public l'étendue de son univers musical. Le père de famille Gervais Beaulieu, incarné par Michel Côté, est un fan de Patsy Cline et Charles Aznavour, alors que le personnage de Zachary, campé par Marc-André Grondin, nous fait découvrir les pièces de Jefferson Airplane, Pink Floyd, David Bowie, Giorgio Moroder, The Rolling Stones, The Cure et Robert Charlebois.
Dans son film plus intime Café de Flore, la musique du groupe islandais Sigur Rós est largement présente, avec les pièces Svefn-g-englar, Fljótavík, Andvari et All alright.
Pour le film Wild, Vallée tente d'obtenir les droits musicaux de Stairway to Heaven de Led Zeppelin et Robert Plant refuse catégoriquement de lui accorder. Le réalisateur se reprend dans Sharp Objects, grâce au travail de la superviseure musicale Susan Jacobs qui réussit à convaincre Robert Plant et Jimmy Page de leur céder les droits d'utilisation de quatre chansons et ce sans conditions. On peut entendre dans la série les pièces What Is and What Should Never Be, I Can't Quit You Baby, In the Evening et Thank You. Jacobs qualifie Vallée de « peintre de la musique » (« He’s a painter with music »).
Cheryl Strayed, l'auteure du livre Wild: From Lost to Found on the Pacific Crest Trail sur lequel est basé le film, est très touchée lorsque Vallée décide d'intégrer la pièce Suzanne de Leonard Cohen à la trame sonore, puisque sa mère était elle-même amie avec Suzanne Verdal, l'une des muses de Cohen.
Dans la série Big Little Lies, la musique joue un rôle prépondérant. La chanson thème Cold Little Heart est signée Michael Kiwanuka, que Vallée affectionne tout particulièrement. La série aurait également contribuée à la popularité du chanteur soul américain Leon Bridges, alors que les pièces That Was Yesterday et River y sont entendues. Collaborateur au montage, Vallée n'hésite pas à insuffler son propre univers musical à la bande-sonore. À la suite du succès de la série, HBO fait paraître un album musical en 2017, qui comprend entre autres les pièces de Charles Bradley, Martha Wainwright, Irma Thomas, Zoë Kravitz et Alabama Shakes. Une seconde compilation tirée de la deuxième saison paraît également en 2019.
Vallée collabore régulièrement avec la pianiste québécoise Alexandra Stréliski pour les bandes sonores de ses projets. Prélude, tiré de son premier album Pianoscope, figure dans le film Dallas Buyers Club. On peut aussi entendre la pièce Le départ dans Demolition et Bourrasques dans la bande-annonce de l'épisode final de la première saison de Big Little Lies. Dans le troisième épisode de Sharp Objects, "Fix", Vallée lui confie la musique thème de la minisérie, ainsi que l'interprétation d'un concerto de Bach.

### Vie privée
Il se marie le 1er septembre 1990 avec la scénariste Chantal Cadieux à Richmond au Québec. Ils divorcent en 2006. De cette union naissent deux enfants : Alex Vallée (1992) et Émile Vallée (1996).

### Mort
Jean-Marc Vallée succombe à un arrêt cardiorespiratoire dans la soirée du 25 décembre 2021 à l'âge de cinquante-huit ans, dans sa résidence secondaire à Berthier-sur-Mer. Son corps est incinéré et ses cendres ont été remises à la famille.

## Œuvre

### Filmographie

#### Cinéma
- 1992 : Stéréotypes (court-métrage)
- 1995 : Les Fleurs magiques (court-métrage)
- 1995 : Liste noire
- 1997 : Los Locos
- 1998 : Les Mots magiques (court-métrage)
- 1999 : Loser Love
- 2005 : C.R.A.Z.Y. (également scénariste)
- 2009 : Victoria : Les Jeunes Années d'une reine (The Young Victoria)
- 2011 : Café de Flore (également scénariste)
- 2013 : Dallas Buyers Club
- 2014 : Wild
- 2015 : Demolition

#### Télévision
- 1996 : Troubles (Strangers) (série télévisée), épisode Leave
- 2000 : The Secret Adventures of Jules Verne (série télévisée), saison 1, épisodes 8 Southern Comfort et 9 Let There Be Light
- 2017 : Big Little Lies (série télévisée), saison 1 (co-créateur et réalisateur)
- 2018 : Sharp Objects (mini-série) (créateur et réalisateur)

### Publication
Café de Flore, Québec, Éditions Alto, 2011, 127 p.  (ISBN 2923550811)

## Prix et honneurs

### Récompenses
- Prix Claude-Jutra en 1992 pour Stéréotypes
- Prix Jutra du meilleur court-métrage en 1999 pour Les Mots magiques
- Prix Génie du meilleur film en 2006 pour C.R.A.Z.Y.
- Prix Jutra du meilleur film québécois, meilleur réalisateur, meilleur scénario, billet d'or et film s'étant le plus illustré hors Québec en 2006 pour C.R.A.Z.Y.
- Festival du film de Hollywood en 2014 Hollywood Breakout Director Award pour Wild
- Primetime Emmy Awards 2017 : Meilleure réalisation pour une mini-série pour Big Little Lies[51].

### Décorations
- Lauréat du Centre national des Arts en 2015
- Compagnon de l'Ordre des arts et des lettres du Québec en 2018
- Officier de l'Ordre national du Québec en 2021[52]

### Nominations
- Oscars 2014 : Oscar du meilleur montage pour Dallas Buyers Club sous le pseudonyme John Mac McMurphy, aux côtés de Martin Pensa[53],[54].